# Miyazaki (Miyazaki)
Miyazaki (japanisch 宮崎市, Miyazaki-shi) ist eine Großstadt und Verwaltungssitz der gleichnamigen Präfektur Miyazaki auf der Insel Kyūshū in Japan. Miyazaki besitzt eine Universität.

## Geschichte
Miyazaki, ursprünglich eine landwirtschaftlich genutzte Gegend, entwickelte sich schnell, als der Ort 1873 zur Hauptstadt der Präfektur bestimmt wurde. Am 1. April 1924 erhielt der Ort durch nach Einbeziehung mehrerer Gemeinden aus dem Kreis Miyazaki Stadtrecht.
Die immer noch vorhandene Landwirtschaft ist bekannt für Reis, Gurken, Tomaten und Kürbis. Miyazaki ist Standort der Universität Miyazaki. Es gibt verschiedenen Museen und kulturelle Einrichtungen. Besucher werde angezogen von der Insel Aoshima, dem Heiwadai-Park und dem Miyazaki-Schrein.

## Verkehr
- Straße:
  - Miyazaki-Autobahn
  - Higashi-Kyūshū-Autobahn
  - Nationalstraße 10: nach Kagoshima und Kitakyūshū
  - Nationalstraßen 219, 220, 268, 269, 448
- Zug:
  - JR Nippō-Hauptlinie
  - JR Nichinan-Linie

Im Stadtbereich gibt es den Flughafen Miyazaki.

## Sehenswürdigkeiten
- Aoshima, Insel mit subtropischer Vegetation, als (besonderes Naturdenkmal) ernannt, sowie die „Waschbrett der Dämonen“ genannten Meeresfelsformationen (Naturdenkmal). Gegenüber der Insel befindet sich der Subtropische Botanische Garten Aoshima (青島亜熱帯植物園, Aoshima Anettai Shokubutsuen).
- Heiwadai Kōen (平和台公園), Parkanlage mit dem 36 Meter hohen „Turm des Friedens“ (平和の塔, Heiwa no Tō). Dieser wurde 1940 zur Ehre des legendären ersten Kaisers Jimmu und dem 2600. Jahrestag von dessen Thronbesteigung eingeweiht und hieß vor 1946 „Hakkō-Ichiu-Turm“ (八紘一宇の塔, Hakkō Ichiu no Tō) oder „Ursprungspfeiler von Himmel und Erde“ (八紘之基柱, Ametsuchi no Motohashira).
- Miyazaki-jingū, Shintō-Schrein, in dem Kaiser Jimmu verehrt wird.

## Wirtschaft
Wirtschaftlich bedeutsam sind die Seidenspinnerei und die Möbelindustrie.

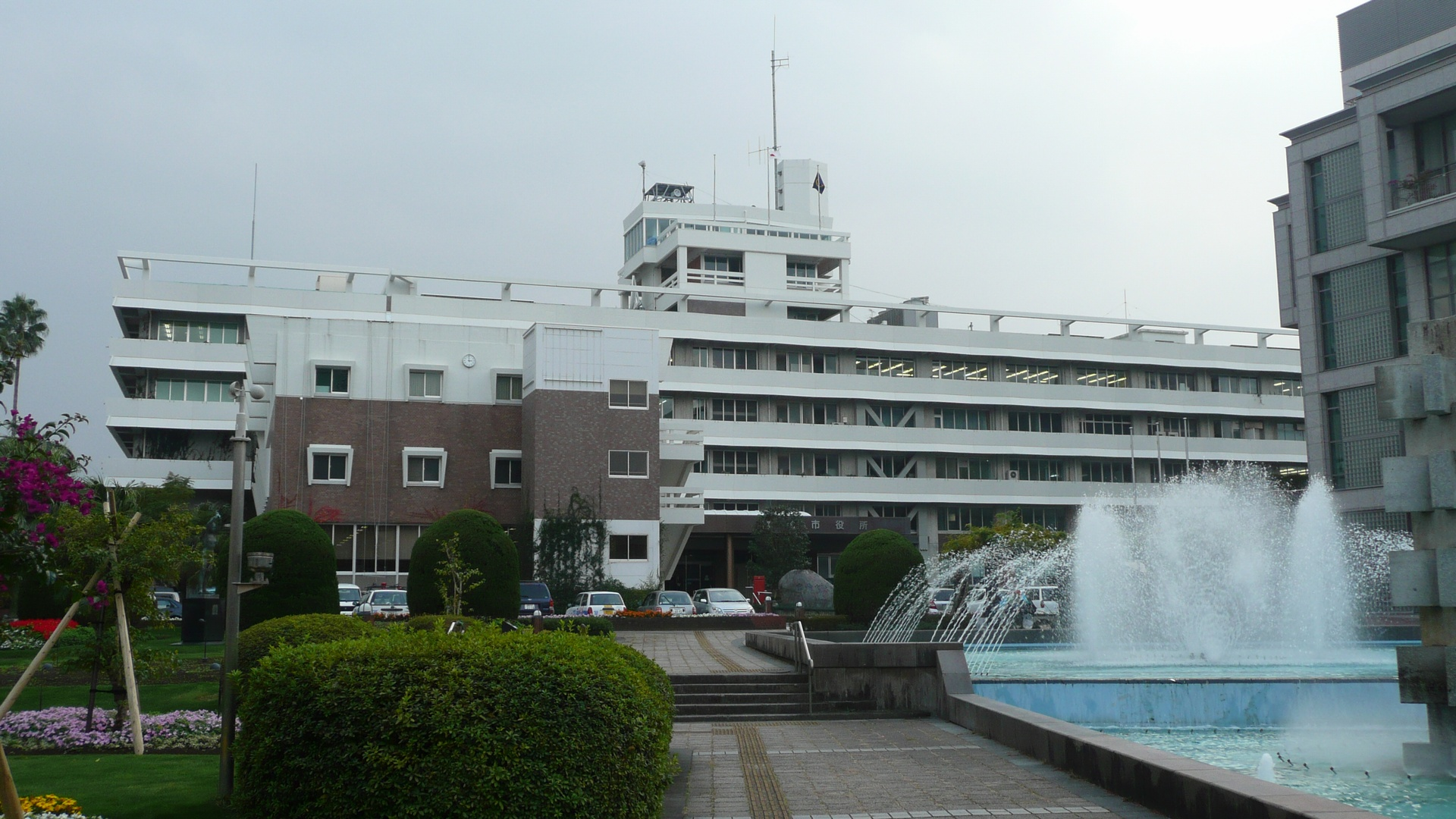
Rathaus von Miyazaki

## Städtepartnerschaften
Miyazaki hat fünf Städtepartnerschaften:
- Kashihara, seit 11. Februar 1966
- Waukegan, seit 3. Mai 1990
- Virginia Beach, seit 25. Mai 1992
- Boeun County, seit 6. August 1993
- Huludao, seit 16. Mai 2004

## Söhne und Töchter der Stadt
- Takaki Kanehiro (1849–1920), Marinearzt
- Yukio Fukuyama (1928–2014), Neurologe
- Yui Asaka (* 1969), Sängerin und Schauspielerin
- Shinzō Kōroki (* 1986), Fußballspieler
- Daiki Nishioka (* 1988), Fußballspieler
- Sky Brown (* 2008), britische Skateboarderin

## Bildung
- Universität Miyazaki
- Miyazaki Prefectural Nursing University
- Miyazaki Municipal University
- Miyazaki Sangyo-keiei University
- Minami Kyushu University
- Miyazaki International College
- Minami Kyushu Junior College

## Angrenzende Städte und Gemeinden
- Miyakonojo
- Nichinan
- Saito